# چوب‌تاشان
چوبتاشان، روستایی از توابع بخش مرکزی شهرستان کرمانشاه در استان کرمانشاه ایران است.

## جمعیت
این روستا در دهستان رازآور قرار دارد و بر پایه سرشماری مرکز آمار ایران در سال ۱۳۸۵، جمعیت آن ۱۶۱ نفر (۳۸خانوار) بوده‌است.